# Ozeanien-Meisterschaften im Straßenradsport 2023
Die Ozeanien-Meisterschaften im Straßenradsport 2023 wurden am 30. März und 1. April durch den Ozeanischen Radsportverband OCC im australischen Brisbane ausgetragen. Sie fanden damit zum zweiten Mal in Folge in Brisbane statt, allerdings auf einem anderen Parcours.
Die Wettkämpfe waren in die allgemeinen Ozeanischen Radsportmeisterschaften eingebettet, die neben Straßenradsport auch die Disziplinen Bahn (Details), Mountainbike, BMX-Rennsport, BMX-Freestyle und Paracycling umfassten. Als Begleitprogramm fand in Brisbane von Mitte März bis Mitte April das Brisbane Cycling Festival statt.

## Beteiligung
Nahezu alle Fahrer kamen aus Australien und Neuseeland. Etliche der besten Fahrer aus Australien und Neuseeland waren zeitgleich für ihre Profiteams bei Rennen der UCI WorldTour und UCI Women’s WorldTour in Europa engagiert und konnten daher nicht teilnehmen.

## Ablauf
Die Strecke der Einzelzeitfahren war für alle Kategorien gleich und betrug 20,1 km in den Koala Bushlands südöstlich der Stadt. Die Straßenrennen wurden auf einem hügligen, 27,9 km langen Rundkurs rund um den Mount Crosby westlich der Stadt abgehalten, wobei die Anzahl der Runden je nach Kategorie variierte. Die Rennen von Elite und U23 wurden in eins ausgetragen, wobei die Wertungen im Gegensatz zum Vorjahr nicht strikt getrennt waren; ein U23-Fahrer konnte also auch den Elite-Titel gewinnen (was in der Tat geschah).
- 30. März: Einzelzeitfahren aller Kategorien
- 1. April: Straßenrennen aller Kategorien

## Ergebnisse

### Männer
Straßenrennen: 139,5 km (fünf Runden). 108 der 118 gemeldeten Teilnehmer traten das Rennen an. Zwischenzeitliche Spitzengruppen konnten sich trotz starker Besetzung nicht durchsetzen, so dass die Fahrer geschlossen zum Ziel kamen und das Rennen im Sprint entschieden.
| Rang | Teilnehmer    | Zeit      |
| ---- | ------------- | --------- |
| 1    | Liam Walsh    | 3:23:15 h |
| 2    | Brady Gilmore | gl. Zeit  |
| 3    | Thomas Sexton | gl. Zeit  |

Einzelzeitfahren: 20,1 km mit 16 gemeldeten Startern, von denen aber nur 11 antraten.
| Rang | Teilnehmer     | Zeit       |
| ---- | -------------- | ---------- |
| 1    | Thomas Sexton  | 27:21 min  |
| 2    | Jordan Villani | + 0:35 min |
| 3    | Riley Fleming  | + 0:53 min |

### Frauen
Straßenrennen: 83,7 km (drei Runden) mit 48 von 53 gemeldeten Teilnehmerinnen. Eine regelrechte Ausreißergruppe konnte sich nicht bilden, der Zielsprint wurde von einer reduzierten Gruppe mit etwa 25 Fahrerinnen ausgetragen und deutlich durch Sophie Edwards gewonnen. Ruth Corset belegte mit 45 Jahren den dritten Platz.
| Rang | Teilnehmerin     | Zeit      |
| ---- | ---------------- | --------- |
| 1    | Sophie Edwards   | 2:32:02 h |
| 2    | Matilda Raynolds | gl. Zeit  |
| 3    | Ruth Corset      | gl. Zeit  |

Einzelzeitfahren: 20,1 km mit 11 Fahrerinnen, von denen zwei das Rennen nicht beendeten.
| Rang | Teilnehmerin      | Zeit       |
| ---- | ----------------- | ---------- |
| 1    | Georgia Perry     | 32:12 min  |
| 2    | Bronwyn MacGregor | + 1:00 min |
| 3    | Celestine Frantz  | + 1:09 min |

### Männer U23
Straßenrennen: Die U23 fuhren mit 62 Teilnehmern im Rennen der Elite mit. Liam Walsh war Sieger dieses Rennens und gewann damit zugleich den Elite- und U23-Titel. Die übrigen U23-Podiumsplätze gingen an Vorjahressieger Brady Gilmore (Platz 2) und Declan Trezise (Platz 4).
| Rang | Teilnehmer     | Zeit      |
| ---- | -------------- | --------- |
| 1    | Liam Walsh     | 3:23:15 h |
| 2    | Brady Gilmore  | gl. Zeit  |
| 3    | Declan Trezise | gl. Zeit  |

Einzelzeitfahren: Das U23-Zeitfahren wurde getrennt von dem der Elite über dieselbe Strecke ausgetragen. Die Zeit der beiden Erstplatzierten hätte für Gold und Bronze in der Elite gereicht. 25 der 31 gemeldeten Fahrer traten tatsächlich den Wettkampf an.
| Rang | Teilnehmer      | Zeit       |
| ---- | --------------- | ---------- |
| 1    | Brady Gilmore   | 27:16 min  |
| 2    | Hamish McKenzie | + 0:23 min |
| 3    | Oliver Bleddyn  | + 0:51 min |

### Frauen U23
Straßenrennen: Die U23 waren im Straßenrennen der Elite mit 23 Fahrerinnen vertreten. Die drei Besten der U23 kamen mit der ersten Gruppe ins Ziel, wo sie die Plätze 4, 5 und 7 belegten.
| Rang | Teilnehmerin    | Zeit      |
| ---- | --------------- | --------- |
| 1    | Keely Bennett   | 2:32:03 h |
| 2    | Isabelle Carnes | gl. Zeit  |
| 3    | Sophie Marr     | gl. Zeit  |

Einzelzeitfahren: Das U23-Zeitfahren wurde auf demselben Parcours wie das der Elite gefahren, aber getrennt gewertet. Die Zeit der beiden Erstplatzierten hätte für Silber und Bronze bei der Elite gereicht. Nur 8 der 12 gemeldeten Fahrerinnen traten tatsächlich an.
| Rang | Teilnehmerin    | Zeit       |
| ---- | --------------- | ---------- |
| 1    | Isabelle Carnes | 32:46 min  |
| 2    | Alli Anderson   | + 0:23 min |
| 3    | Haylee Fuller   | + 0:35 min |

### Junioren
Straßenrennen: 83,7 km (drei Runden). Es waren 52 Teilnehmer gemeldet, von denen einer nicht antrat. Die drei Medaillengewinner hatten sich schon in der ersten Runde vom Rest des Felds absetzt und arbeiteten zunächst zusammen. In der letzten Runde konnte Will Heath seinerseits die beiden anderen hinter sich lassen.
| Rang | Teilnehmer      | Zeit       |
| ---- | --------------- | ---------- |
| 1    | Will Heath      | 2:08:29 h  |
| 2    | Levi Hone       | + 0:30 min |
| 3    | Josiah Grierson | + 0:36 min |

Einzelzeitfahren: Die Strecke betrug 20,1 km. 28 der 35 gemeldeten Fahrer traten das Rennen ein, einer beendete es nicht, einer wurde disqualifiziert.
| Rang | Teilnehmer     | Zeit       |
| ---- | -------------- | ---------- |
| 1    | Wil Holmes     | 28:48 min  |
| 2    | Joshua Cranage | + 0:03 min |
| 3    | Noah Hollamby  | + 0:55 min |

### Juniorinnen
Straßenrennen: 55,8 km (zwei Runden), 24 Teilnehmerinnen, von denen 23 an den Start gingen. Talia Appleton gewann das Rennen hochüberlegen mit über zwei Minuten Vorsprung, die übrigen Plätze wurden im Sprint von 15 Teilnehmerinnen ausgefahren.
| Rang | Teilnehmerin              | Zeit      |
| ---- | ------------------------- | --------- |
| 1    | Talia Appleton            | 1:40:17 h |
| 2    | Felicity Wilson-Haffenden | + 2:15    |
| 3    | Nicole Duncan             | gl. Zeit  |

Einzelzeitfahren: Die Strecke betrug 20,1 km und war identisch zu der der Elite und U23. 18 der 19 gemeldeten Fahrerinnen traten das Rennen tatsächlich an. Die Siegerzeit war nur drei Sekunden langsamer als die der Elite.
| Rang | Teilnehmerin              | Zeit       |
| ---- | ------------------------- | ---------- |
| 1    | Felicity Wilson-Haffenden | 32:15 min  |
| 2    | Mackenzie Coupland        | + 1:15 min |
| 3    | Keira Will                | + 1:30 min |

## Medaillenspiegel
| Rang   | Land       | Gold | Silber | Bronze | Gesamt |
| ------ | ---------- | ---- | ------ | ------ | ------ |
| 1      | Australien | 10   | 11     | 10     | 31     |
| 2      | Neuseeland | 2    | 1      | 2      | 5      |
| Gesamt | Gesamt     | 12   | 12     | 12     | 36     |